# Amy Hennig
Amy Hennig (nacida el 19 de agosto de 1964) es una directora y guionista de videojuegos estadounidense. Comenzó a trabajar en la industria de la Nintendo Entertainment System, con su primer diseño en la Super Nintendo Entertainment System del juego Michael Jordan: Caos en la Ciudad del Viento. Más tarde, trabajó para Crystal Dynamics, principalmente en la saga Legacy of Kain (que ella considera su mayor logro). Con la compañía de videojuegos Naughty Dog, trabajó especialmente en las sagas Jak and Daxter y Uncharted.

## Vida
Amy se graduó en la Universidad de California, Berkeley con una licenciatura en literatura inglesa. Pasó a la escuela de cine de la Universidad Estatal de San Francisco, donde fue contratada como artista para un videojuego de Atari llamado ElectroCop. Su trabajo en el videojuego le hizo darse cuenta de que la industria del videojuego le interesaba más que la industria cinematográfica; poco después, abandonó la escuela de cine. Hennig ha dicho que su grado en literatura y estudios cinematográficos han ayudado a su trabajo: «Todo lo que aprendí como estudiante de grado en literatura inglesa y en la escuela de cine sobre montaje, tomas y lenguaje cinematográfico, ha entrado en juego, pero de una forma que no pude haber planeado.»

## Carrera

Hennig en 2018

Hennig ha trabajado en la industria de los videojuegos desde finales de la década de 1980. La mayoría de sus primeros trabajos involucraban juegos en Nintendo Entertainment System, donde trabajaba principalmente como artista y animadora. Su primer trabajo fue como artista independiente para Electrocop, un juego inédito de Atari 7800, basado en el título de lanzamiento de Atari Lynx. Posteriormente se unió a Electronic Arts como animadora y artista, trabajando en un título inédito, Bard's Tale IV, y Desert Strike. Más tarde pasó al diseño y dirección de videojuegos.
Dos años después de haber sido contratada en Electronic Arts, Hennig trabajó como artista en Michael Jordan: Caos en la ciudad del viento. Sin embargo, cuando el diseñador principal renunció, Hennig consiguió el trabajo. A finales de los años 90, trabajó en Crystal Dynamics, donde ayudó a Silicon Knights en el desarrollo de Blood Omen: Legacy of Kain. Más tarde, actuó como directora, productora, y escritora para Legacy of Kain: Soul Reaver. También escribió y dirigió Legacy of Kain: Soul Reaver 2 y Legacy of Kain: Defiance.
Hennig dejó Crystal Dynamics para trabajar como directora creativa Naughty Dog. Contribuyó en la saga Jak and Daxter antes de trabajar como directora del videojuego Uncharted: Drake's Fortune, y como escritora principal y directora creativa para la saga Uncharted. Con Uncharted 2: Among Thieves, Hennig lideró el equipo de las 150 personas que crearon el juego, además de trabajar como escritora. Después de dirigir y escribir para Uncharted 3: Drake's Deception y comenzar a trabajar en Uncharted 4: A Thief's End para la PlayStation 4, Hennig dejó Naughty Dog en 2014.
El 3 de abril de 2014, Hennig se unió a Visceral Games con Todd Stashwick para trabajar en el Proyecto Ragtag, un juego de Star Wars. Se anunció el 17 de octubre de 2017 que EA estaba cerrando Visceral Games y que su proyecto de Star Wars se retrasó y trasladó a otro estudio para dar cabida a un «cambio significativo». Un representante de EA le dijo a Polygon que EA está «conversando con Amy sobre su próximo paso». Hennig anunció el siguiente junio que había dejado EA en enero y que había comenzado un pequeño estudio para explorar opciones relacionadas con juegos de realidad virtual.
Hennig anunció que se unió a Skydance Productions en noviembre de 2019 para empezar una nueva división allí para «nuevas experiencias centradas en historias [que] emplearán gráficos de computadora de última generación para brindar la fidelidad visual de la televisión y el cine, pero con un activo,  una experiencia de apoyo que pone al público en el asiento del conductor».

## Estilo de escritura
Hennig cree que el término "platformer" (videojuego de plataformas) está desactualizado y mal usado en muchos videojuegos modernos, prefiriendo un término diferente como "traversal" (recorrido) para algunos de estos. También siente que enfocarse demasiado en los gráficos puede inhibir a un videojuego, diciendo que una vez que los guionistas de juegos se enfoquen en expresiones creativas, los videojuegos mejorarán bastante.
Ella frecuentemente utiliza personajes secundarios para resaltar aspectos de la personalidad de otros personajes a través de interacciones en el guion. Por ejemplo, Chloe Frazer actúa como contraste para Nathan Drake, resaltando los aspectos más oscuros de su personalidad y pasado. Con su trabajo en la saga Uncharted, Hennig describió la escritura y el argumento como bleeding edge del género de videojuegos cinematográficos. Ha ganado dos Premios WGA además de otros premios por su trabajo en Uncharted 2 y Uncharted 3.

## Influencia y legado
Hennig ha sido citada como un ejemplo de mujer exitosa en una industria históricamente dominada por hombres; las mujeres están adquiriendo roles más importantes dentro de ella. La propia Hennig dice que ella no se ha encontrado sexismo en esta industria, pero que la perspectiva diferente de los hombres en ella ha ayudado en algunas ocasiones. La revista británica de vídeos Edge la nombró una de las 100 mujeres más influyentes en la industria del videojuego.
Hennig recibió BAFTA Special Award en junio de 2016. Recibió el premio Lifetime Achievement award en los Game Developers Choice Awards en marzo de 2019.

## Obras
| Nombre                                  | Año       | Papel desempeñado                | Empresa                     |
| --------------------------------------- | --------- | -------------------------------- | --------------------------- |
| Electrocop                              | 1989      | Artista                          | Atari Corporation           |
| The Bard's Tale IV                      | Cancelado | Artista                          | Electronic Arts             |
| Desert Strike: Return to the Gulf       | 1992      | Artista                          | Electronic Arts             |
| Michael Jordan: Chaos in the Windy City | 1994      | Diseñadora, artista              | Electronic Arts             |
| 3D Baseball                             | 1996      | Artista                          | Crystal Dynamics            |
| Blood Omen: Legacy of Kain              | 1996      | Jefa de diseño                   | Crystal Dynamics            |
| Legacy of Kain: Soul Reaver             | 1999      | Directora, productora, escritora | Eidos Interactive           |
| Legacy of Kain: Soul Reaver 2           | 2001      | Directora, escritora             | Eidos Interactive           |
| Legacy of Kain: Defiance                | 2003      | Directora, escritora             | Eidos Interactive           |
| Jak 3                                   | 2004      | Directora                        | Sony Computer Entertainment |
| Uncharted: Drake's Fortune              | 2007      | Directora creativa, escritora    | Sony Computer Entertainment |
| Uncharted 2: Among Thieves              | 2009      | Directora creativa, escritora    | Sony Computer Entertainment |
| Uncharted 3: Drake's Deception          | 2011      | Directora creativa, escritora    | Sony Computer Entertainment |
| Uncharted: Golden Abyss                 | 2011      | Asesora de historia              | Sony Computer Entertainment |
| Battlefield Hardline                    | 2015      | Escritora                        | Electronic Arts             |